# Котелники
Котелники (на руски: Котельники) е град, разположен в Московска област, Русия. Населението му към 1 януари 2018 г. е 44 869 души.